# Parotislymphknoten

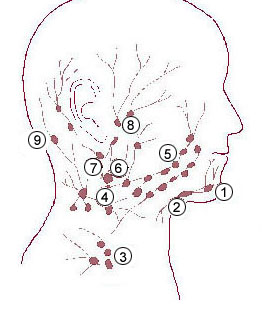
Kopflymphknoten, Nr. 8 Parotislymphknoten

Die Parotislymphknoten (Lymponodi [Lnn.] parotidei oder Lnn. preauriculares bzw. Nodi lymphoidei [Nll.] preauriculares) sind eine Lymphknotengruppe im Kopfbereich. Sie liegen beim Menschen auf der Ohrspeicheldrüse (Parotis) oder in deren Drüsengewebe eingebettet, bei vielen anderen Säugetieren unterhalb des Kiefergelenks am hinteren Rand des Unterkieferastes und ganz oder teilweise von der Ohrspeicheldrüse bedeckt. In der vergleichenden Anatomie werden sie auch zum Lymphocentrum parotideum zusammengefasst.
Die Parotislymphknoten empfangen beim Menschen Lymphe aus der Ohrspeicheldrüse, den Augenlidern, der Bindehaut, Teilen der Nase und dem äußeren Gehörgang. Bei den Haustieren empfangen sie auch Lymphe aus den oberflächlich gelegenen Schädelknochen der hinteren Kopfhälfte, dem Kiefergelenk, bei Schweinen und Rindern auch dem oberen Teil der Mundhöhle, Teile der Nasenhöhle werden dagegen nur bei Schafen und Ziegen von diesen Lymphknoten gefiltert.